# 善波達也
善波 達也（よしなみ たつや、1962年8月11日 - ）は、神奈川県綾瀬市出身の元アマチュア野球選手（捕手）、野球指導者。

## 来歴・人物
桐蔭学園高校では3年夏の県大会で近藤章仁とのバッテリーで決勝へ進むが、エース・愛甲猛を擁して後に全国制覇する横浜高に敗れる。卒業後に明治大学に進学して硬式野球部に所属し、東京六大学野球リーグでは1983年の春季と1984年の秋季の制覇に貢献。1984年の秋季はベストナインに選出された。同年の日米大学野球選手権大会の全日本メンバーにも選ばれた。4年時には主将を務めて同期の竹田光訓とバッテリーを組み、同じ学年に4番の広澤克実、1学年下に福王昭仁がいた。
大学卒業後は、社会人野球の東京ガスのチームに入団した。田辺学、片瀬清利らとバッテリーを組んだが、高校の後輩でもある石井章夫（慶大）が入り正捕手の座を競う。その後は1989年に自身の父親が経営する株式会社向隆に入社。
社業の傍ら、2004年からは母校の明治大学でコーチを務め、2008年からは監督に就任。2019年秋に勇退するまでの12年間でチームを9度のリーグ優勝に導き、2019年の全日本大学野球選手権大会では主将でエースの森下暢仁らの活躍で自身が大学1年時以来38年ぶりの優勝を果たし、明治神宮野球大会でも2度の優勝を果たしている。大学日本代表監督も歴任した。
監督退任後には会社の経営を引き継ぎ向隆の代表取締役社長に就任している。野球の前線から離れた後も全日本大学野球連盟の評議員、日本高等学校野球連盟の技術・振興委員会委員を務めるなどして、野球に関わり続けている。
教え子には柳裕也、糸原健斗らがいる。また、長男も野球をプレーしており、中学時代にはジュニアオールジャパン（NOMOジャパン）に選出された。その後は慶應義塾高等学校から慶應義塾大学でプレーした。